# جسیکا راکوچی
جسیکا راکوچی (انگلیسی: Jessica Rakoczy؛ زادهٔ ۱۴ آوریل ۱۹۷۷) ورزشکار هنرهای رزمی ترکیبی و بوکسور اهل کانادا است.